# Anolis cupeyalensis
Anolis cupeyalensis este o specie de șopârle din genul Anolis, familia Polychrotidae, descrisă de Peters 1970. Conform Catalogue of Life specia Anolis cupeyalensis nu are subspecii cunoscute.